# Maaspoort (Grave)

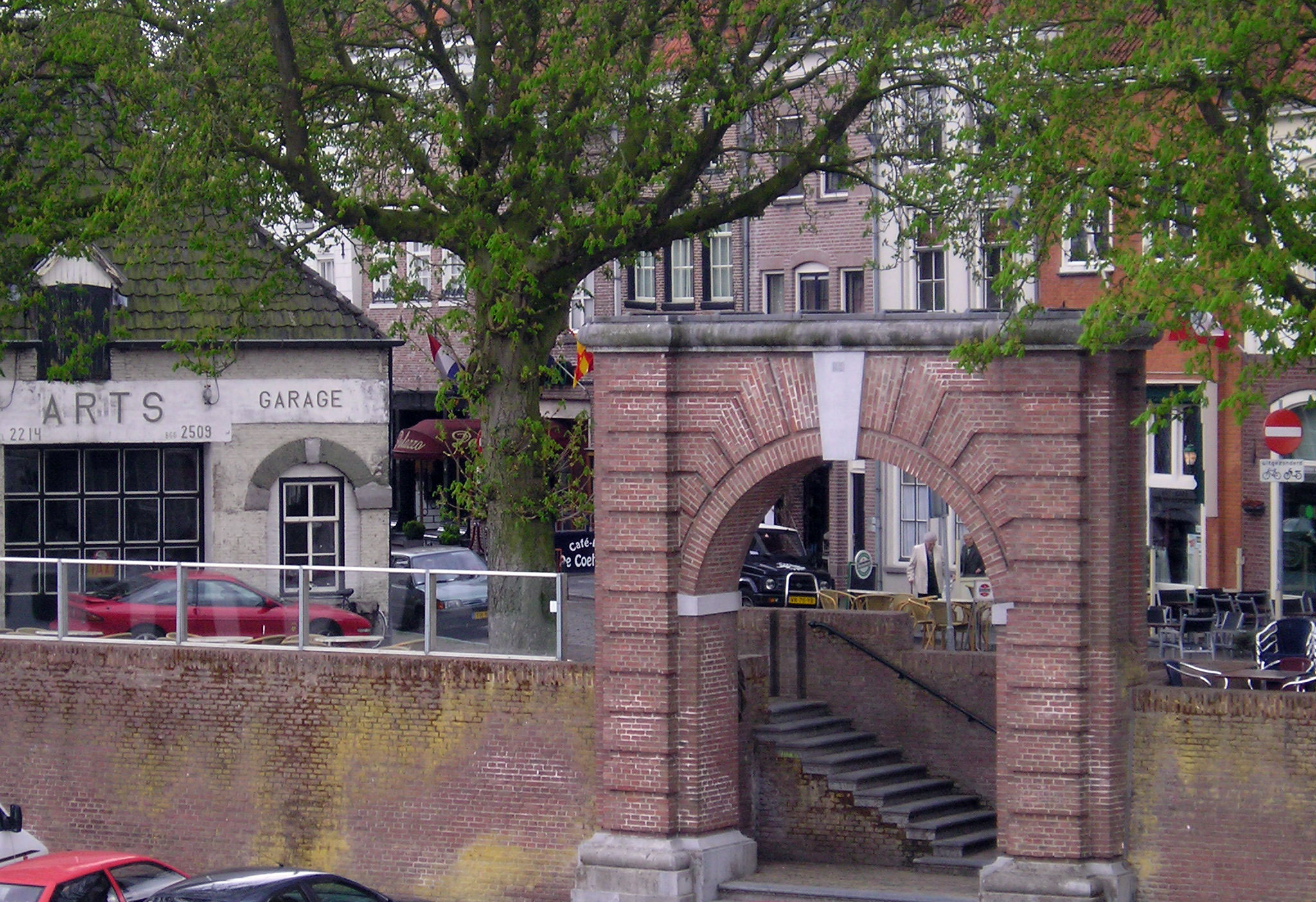
Herbouwde Maaspoort Grave

De Maaspoort is een stadspoort in het vestingstadje Grave.

## Ontsluiting Grave
Vanuit de Maaspoort kon men naar het aan de overkant van de rivier de Maas gelegen kroonwerk Coehoorn en verder in noordelijke richting naar vestingstad Nijmegen. Grave werd vooral via het water bevoorraad en hier speelde de Maaspoort een grote rol in.

## Andere poorten
De Vesting Grave kende naast de Maaspoort ook de Brugpoort tussen de bastions Hartenaas en Blauwkop en de Hampoort gelegen tussen de bastions Hartenaas en Kasteele. Dit waren in tegenstelling tot de Maaspoort landpoorten.

## Sloop / Herbouw
De Brugpoort en Maaspoort zijn in de jaren 1876 en 1877 gesloopt. In 1994 is een replica van de Maaspoort gebouwd.

## Trivia
Tegenwoordig is nabij de Maaspoort het gelijknamige eetcafé gevestigd.